# رائد (رتبة عسكرية)

رتبة رائد القوات البرية المصرية

رائد هي رتبة عسكرية تلي رتبة النقيب وتسبق رتبة المقدم. كانت تسمى قديمًا في البلاد التابعة للدولة العثمانية «صاغ قول أغاسي» (بالتركية: Sağ Kolağası)‏، وتُختصر إلى «صاغ».

## أصل التسمية
جاء في المعجم الوجيز مادة رَادَ: راد الشيء روداً، ورياداً: طلبه..فهو رائد والرائد، هو من يتقدم القوم ويبصر لهم والجمع: رُوَّاد.
ومن الملاحظ أن عدداً كبيراً من العمليات العسكرية التي خاضتها الجيوش الإسلامية كانت عمليات تعرضية (هجومية) تتطلب مبيت الجند ليلة أو أكثر لذا فقد كان هناك مجموعة خاصة من قوات الاستطلاع مهمتها الرئيسية التقدم لاختيار منطقة المعسكر، ومن ثم رسم حدودها وضرب الخيام بها وكان على رأس هذه المجموعة التي اشتهرت باسم (المجموعة الرائدة) فارساً يلقب بـ (الرائد) أو (قائد المجموعة) مدة البقاء في الرتبة: (4 سنوات)، كحد أدنى.

## الشكل

رتبة رائد في الرتب العسكرية اليمنية

شكل الرتبة في المملكة العربية السعودية والمملكة الأردنية الهاشمية هو عبارة عن تاج يوضع على الكتفين، وفي الجمهورية العربية السورية وجـمهورية العـراق وجمهورية مصر العربية هو عبارة عن عقاب ذهبي يوضع على الكتفين، وفي جمهورية السودان الديمقراطية رسم شعار جمهورية السودان الديمقراطية (صقر الجديان) وفي الجمهورية اليمنية الطير الجمهوري.

### شارات بعض الجيوش

أستراليا
بنغلاديش
بلجيكا
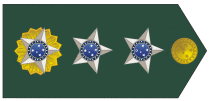
البرازيل
كندا
كولومبيا
جمهورية التشيك
جمهورية الدومينيكان
مصر
إستونيا
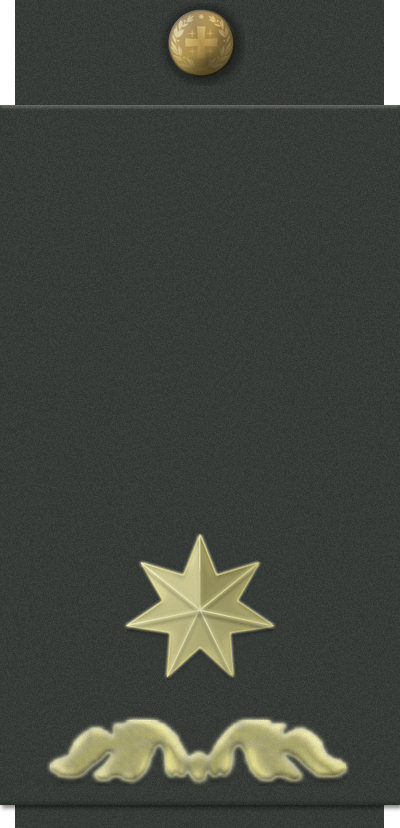
جورجيا
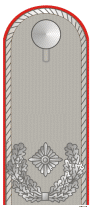
ألمانيا
اليونان
هنغاريا
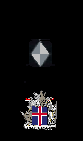
ايسلندا
الهند
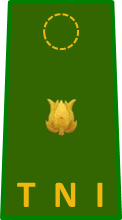
إندونيسيا
إسرائيل
إيطاليا
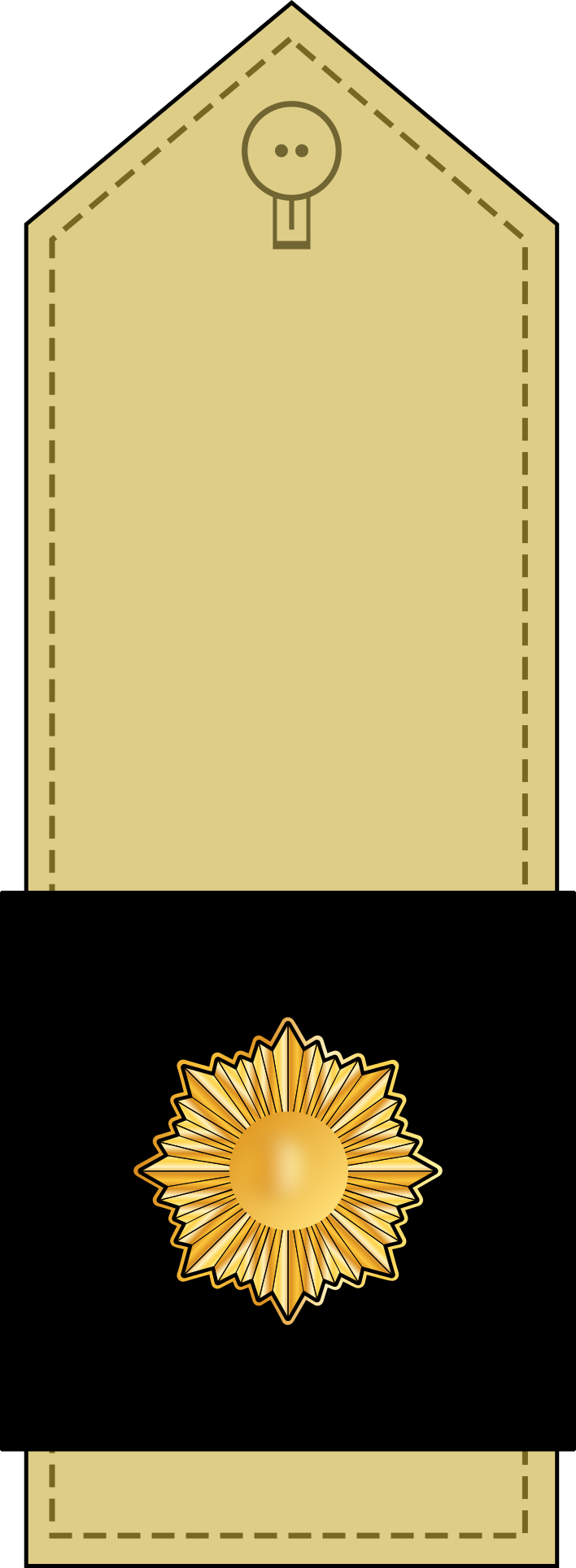
إيران
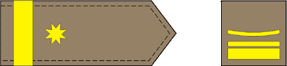
مقدونيا
هولندا
بولندا
البرتغال
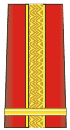
رومانيا
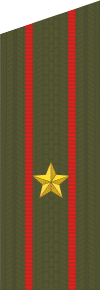
روسيا
الولايات المتحدة
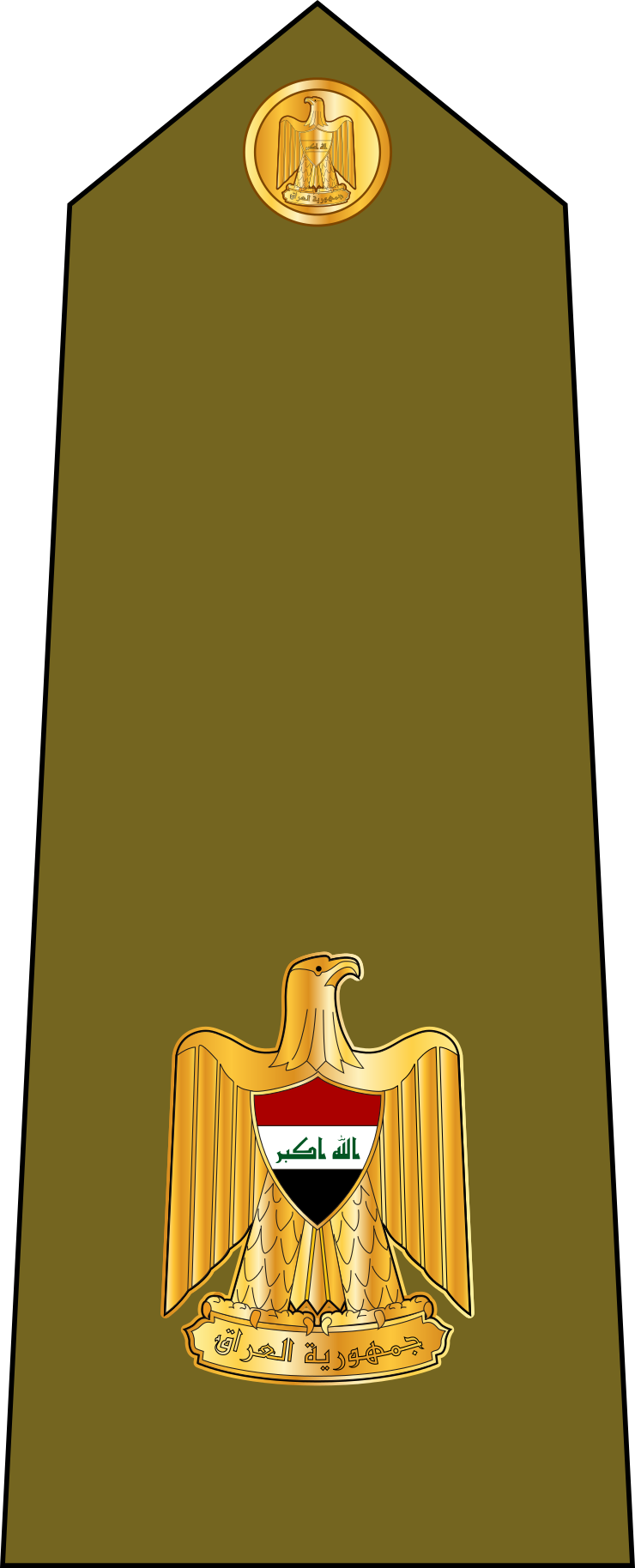
العراق
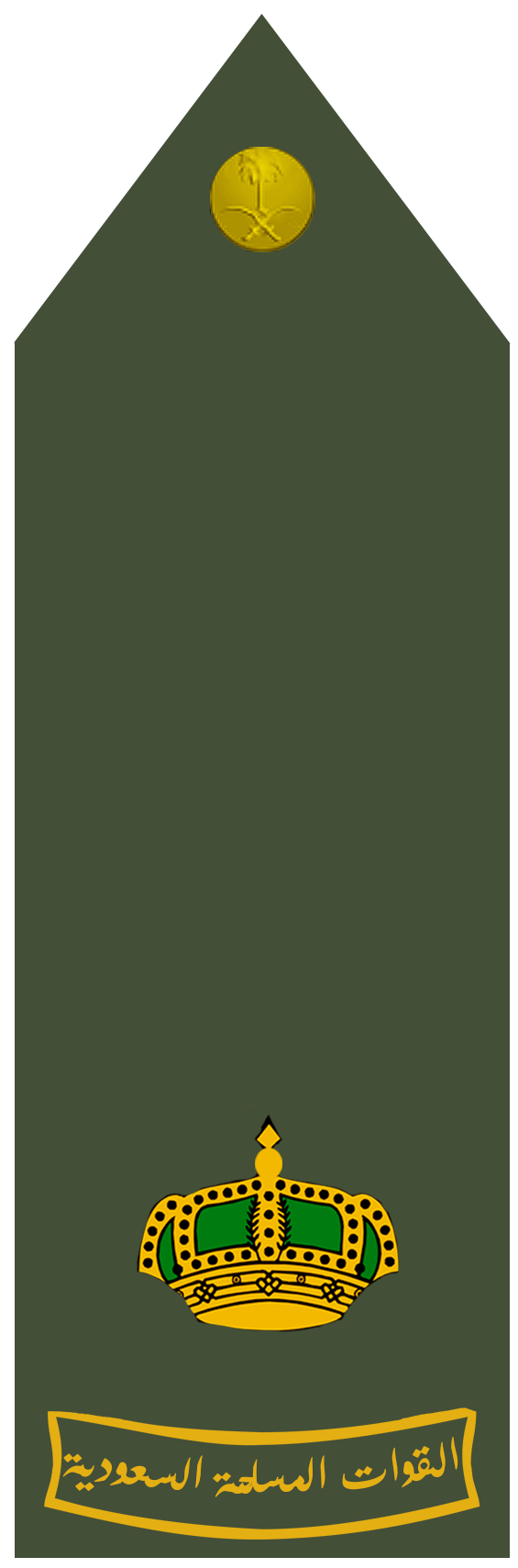
السعودية
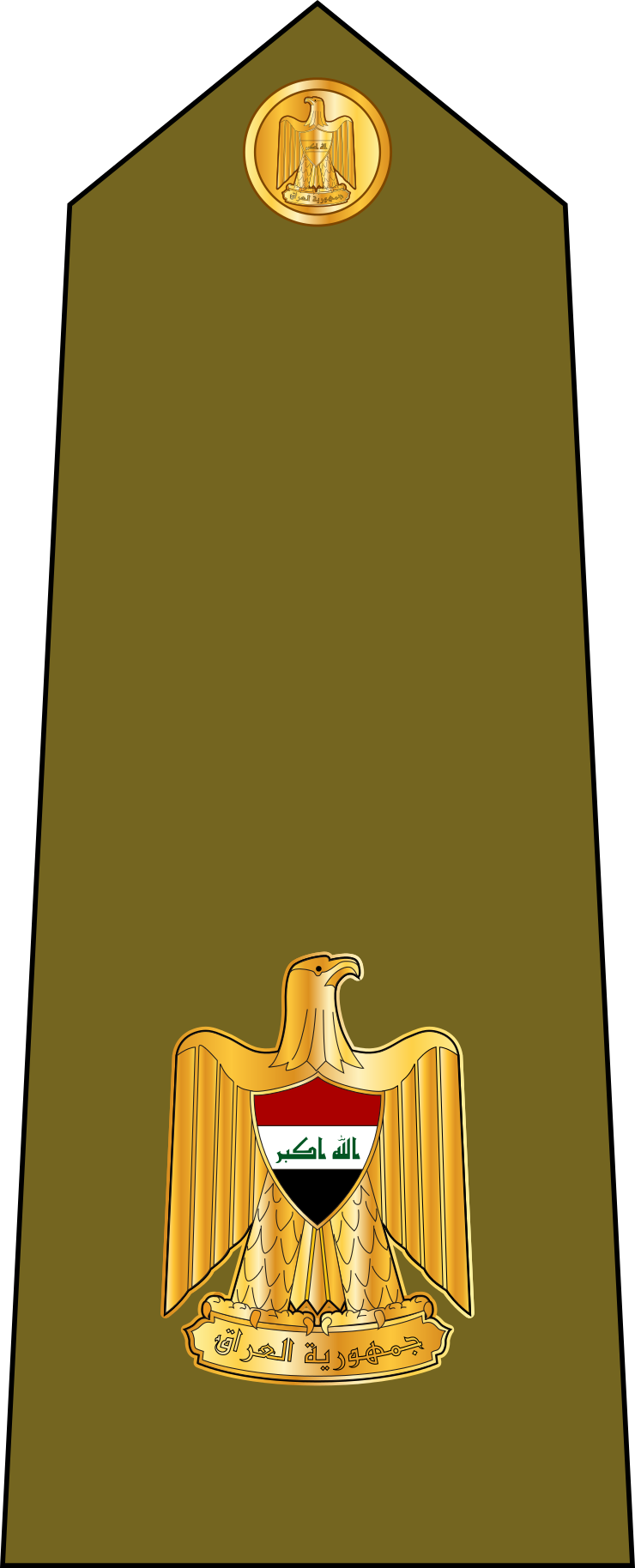
العراق
الإمارات